# William Craven, 4. Earl of Craven

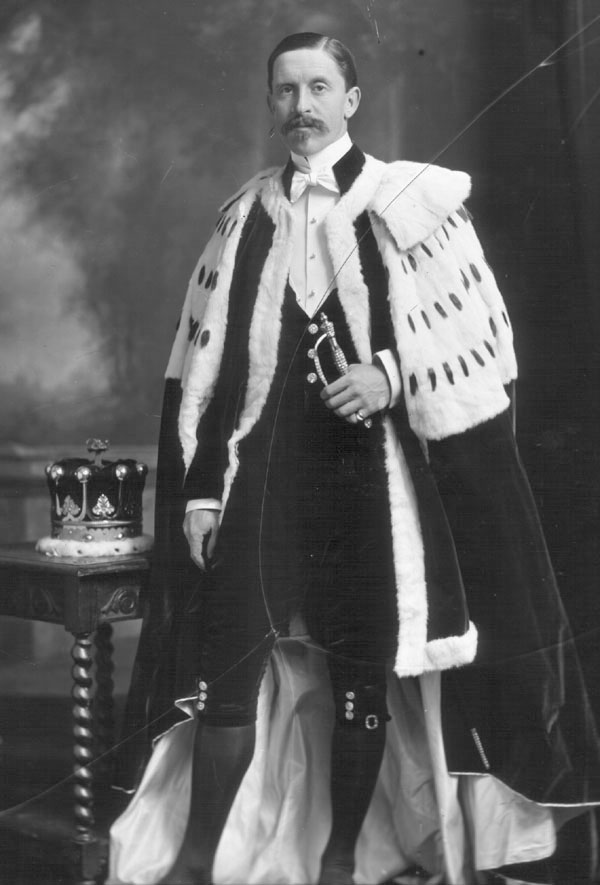
William Craven, 4. Earl of Craven, 1902

William George Robert Craven, 4. Earl of Craven OBE (* 16. Dezember 1868; † 10. Juli 1921 in Cowes, Isle of Wight) war ein britischer Peer und Politiker der Liberal Party.

## Leben
William Craven war der älteste Sohn des George Craven, 3. Earl of Craven (1841–1883) aus dessen Ehe mit Hon. Evelyn Laura Barrington (1848–1924), Tochter des 7. Viscount Barrington. Als Heir apparent seines Vaters führte er zu dessen Lebzeiten den Höflichkeitstitel Viscount Uffington. Er war noch minderjährig als er 1883 beim Tod seines Vaters dessen Adelstitel als 4. Earl of Craven, 5. Viscount Uffington, und 10. Baron Craven. Zwischen 1882 und 1884 besuchte er das Eton College. Nachdem er volljährig wurde nahm er den mit seinen Adelstiteln verbundenen seinen Sitz im House of Lords ein und schloss sich der Fraktion der Liberal Party an. Von 1890 bis 1892 diente er als Aide-de-camp des Vizekönigs von Irland Robert Milnes, 2. Baron Houghton. Er wurde als Captain der Berkshire Yeomanry Cavalry Reserveoffizier der British Army. 1911 wurde er zum Captain of the Yeomen of the Guard in der Liberalen Regierung (1905–1919) unter Premierminister H. H. Asquith ernannt. Er bekleidete dieses Amt bis 1915. 1912 fungierte er im House of Lords auch als Third Ministerial Whip.
Von 1913 bis zu seinem Tod 1921 amtierte er als Lord Lieutenant von Warwickshire. Er wurde mit dem Orden der Krone von Belgien, als Chevalier der französischen Ehrenlegion und 1919 als Officer des Order of the British Empire (OBE) ausgezeichnet.

## Familie

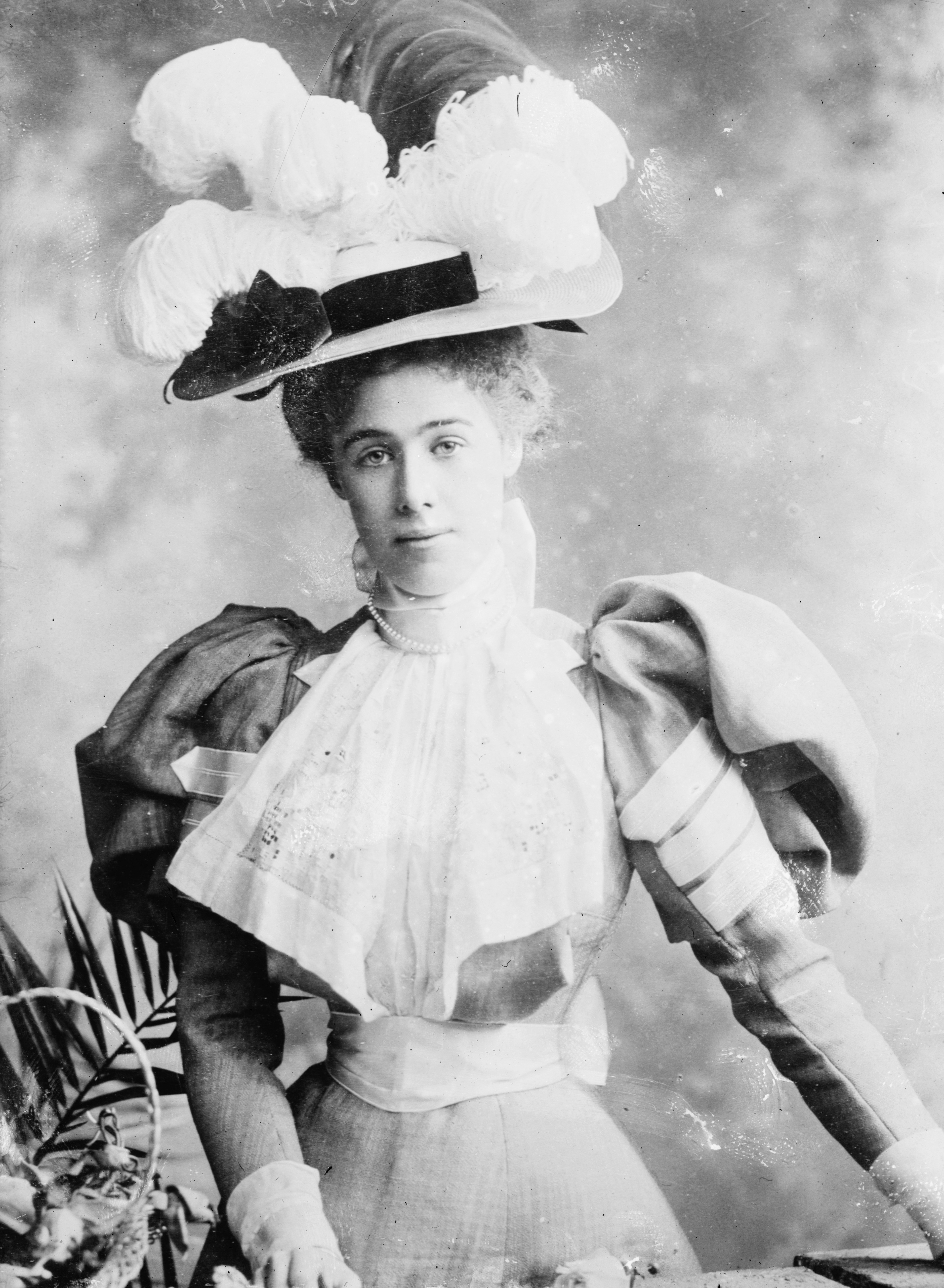
Seine Gattin, Cornelia, Countess of Craven

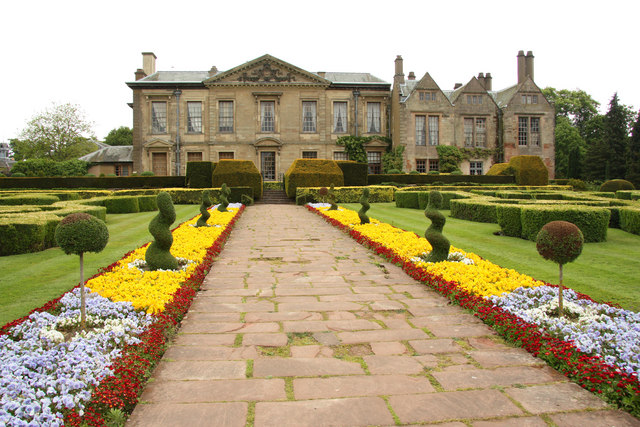
Combe Abbey

Am 18. April 1893 heiratete der damals vierundzwanzigjährige Lord Craven die sechzehnjährige Cornelia Martin (1877–1961) in der Grace Church in New York City. Cornelia, einzige Tochter des reichen amerikanischen Bankiers Bradley Martin aus dessen Ehe mit Cornelia Sherman Martin, lernte Craven kennen, als ihre Familie den Herrensitz Balmacan in Inverness-shire in den schottischen Highlands mietete. Durch die Heirat erhielt Craven Immobilien in Mayfair und konnte zusätzlich die Renovierung von Combe Abbey, seinem Familienanwesen in Warwickshire, finanzieren; dieses erhielt ein neues Dach, bauliche Reparaturen und die ersten elektrischen Lichter. Zusammen hatten sie ein einziges Kind:
- William George Bradley Craven, 5. Earl of Craven (1897–1932) ⚭ 1916 Mary Williamina George.

1921 fiel Lord Craven während eines Rennens bei der Cowes Week vor der Isle of Wight von seiner Yacht Sylvia über Bord und ertrank, obwohl er ein guter Schwimmer war. Er wurde 52 Jahre alt. Seine Leiche wurde am 12. Juli 1921 an Land gespült. Seine Adelstitel fielen an seinen Sohn.
Nach seinem Tod verkaufte seine Witwe 1923 den Herrensitz Combe Abbey an einen Bauunternehmer namens John Grey. Sie verstarb erst 1961, ganze 42 Jahre nach seinem Tod.